# Kurt Samuelsson
Kurt Olov Samuelsson, född 29 juli 1921 i Sollentuna, död 3 april 2005 i Hölö församling, Stockholms län, var en svensk samhällsvetare, tidningsman och författare.

## Biografi
Kurt Samuelsson blev fil.dr och docent i ekonomisk historia 1951 vid Stockholms universitet, i sociologi 1966, tillförordnad professor höstterminen 1953, vårterminen 1954 och vårterminen 1969. Han var medarbetare Dagens Nyheter 1948, inrikesredaktör där 1957–1958, medarbetare Stockholms Tidningen 1959–1961, ledarskribent på Dagens Nyheter. Han var chefredaktör på Aftonbladet 1961–1965, VD på Stockholms Tidningen och Aftonbladet 1964–-1965, rektor på Socialhögskolan i Stockholm 1966–1968 (styrelseordförande 1969-1970), chefredaktör tidskriften Intermediair 1970–1971, ägde och ledde konsultföretaget Samhällsanalys AB 1971–1987, ordförande i styrelsen för Utrikespolitiska Institutet 1970–1979.
Han var gift 1946 med filosofie magister Eivor Beckman-Samuelsson (född 1919) och fick barnen Gunnel 1947, Barbro 1949 och Marie 1956. Gunnel Samuelsson blev skådespelare.